# Тъмна галактика
Тъмната галактика е хипотетична галактика, с много малко или без звезди. Наречена е така, защото няма видими звезди но може да бъде открита, ако съдържа значителни количества газ. Астрономите отдавна използват понятието на теория, но липсват потвърдени примери. Тъмните галактики трябва да се различават от междугалактическите газови облаци, образувани от т.нар. галактически приливи, които не съдържат тъмна материя и технически не са галактики. Различаването на междугалактическите газови облаци и тъмните галактики е трудно; повечето кандидати за тъмни галактики се оказват именно облаци от приливни газове. Най-вероятните кандидати за тъмни галактики са HI1225 + 01, AGC229385, както и многобройни газови облаци, открити при проучванията на квазари.

## Експериментални наблюдения
За да се открият тъмни галактики, с помощта на чувствителни радиотелескопи като Аресибо или телескопа Паркес се провеждат обширни търсения на емисионно излъчване от атомарен водород с дължина на вълната 21 cm (H I спектрална линия) в галактиките. След това резултатите се сравняват със съответните оптични спектри, като така се идентифицират всички обекти без оптичен аналог, т.е. представляват галактики без звезди.
Друг начин, по който астрономите търсят тъмни галактики, е като търсят водородни абсорбционни линии във фоновите спектри на квазарите. Тази техника разкрива много междугалактически облаци от водород, но проследяването на кандидатите за тъмни галактики е трудно, тъй като квазарите са твърде отдалечени и често с ярката си светлина закриват излъчването от други обекти.

## Описание

### Откриване
През 2005 г. астрономите откриват газовия облак VIRGOHI21, който оказва силно гравитационно привличане върху галактиката M99 (NGC 4254). Те се опитват да определят природата му и причините за привличането. Години след изчерпването на други възможни обяснения, някои астрономи стигат до заключението, че VIRGOHI21 е тъмна галактика, поради огромния ефект на привличане, който има върху NGC 4254.

### Размер
Действителният размер на тъмните галактики не е известен, защото те не могат да бъдат наблюдавани с нормални телескопи. Има различни оценки, вариращи от два пъти големината на Млечния път до размера на малък квазар.

### Структура
Тъмните галактики са съставени от тъмна материя. Освен това, тъмните галактики са теоретично съставени от водород и космически прах. Някои учени подкрепят идеята, че тъмните галактики могат да съдържат звезди. И все пак точният състав на тъмните галактики е неизвестен, защото няма убедителни начини да бъдат наблюдавани. Астрономите обаче изчисляват, че масата на газа в тези галактики е приблизително 1 милиард пъти по-голяма от тази на Слънцето.

### Методология за наблюдение на тъмни тела
Тъмните галактики не съдържат видими звезди и не се виждат с помощта на оптични телескопи. В обсерваторията Аресибо се провежда текущо проучване (на английски: Arecibo Galaxy Environment Survey, AGES) с радиотелескоп, като се търсят тъмни галактики, за които се предполага, че съдържат откриваеми количества неутрален водород. Радиотелескопът Аресибо има способността да открива емисионни линии на неутрален водород, по-специално на дължина на вълната 21 cm.

### Алтернативни теории
Учените нямат достатъчно обяснения за някои астрономически събития, така че някои използват идеята за тъмна галактика, за да обяснят тези събития. За тъмните галактики не се знае много и друго мнение е, че това всъщност са новосъздадени галактики. Един кандидат за тъмна галактика се намира в групата на съзвездие Дева и съдържа много малко звезди. Учените обаче класифицират тази галактика като новоформираща се, а не като тъмна галактика.
Според многобройни научни твърдения, тъмните галактики изиграват голяма роля в развитието на много от галактиките, които са видими днес. Например Мартин Хенел от Института по космология Kavli към университета в Кеймбридж твърди, че предшественикът на нашата галактика Млечен път е всъщност много по-малка светла галактика, която се е сляла с тъмните галактики наблизо, за да се образува Млечният път. Доста учени са съгласни, че тъмните галактики са градивни елементи на съвременните галактики. Себастиан Канталупо от Калифорнийския университет в Санта Круз подкрепя тази теория и казва: „В сегашната ни теория за формирането на галактики, ние смятаме, че големите галактики се образуват от сливането на по-малки галактики. Тъмните галактики носят със себе си големи количества газ, който след това ускорява образуването на звезди в по-големите галактики“.
Локализирането на тъмните галактики може да е свързано и с други специални събития във Вселената; например т.нар. „космическа мрежа“. Тази „мрежа“ се счита за изградена от невидими нишки газ и тъмна материя, като „храненето и изграждането на галактиките и куповете от галактики протича там, където нишките се пресичат“.

## Потенциални тъмни галактики

### HE0450-2958
HE0450-2958 е квазар с червено отместване z=0,285. Изображенията от космическия телескоп Хъбъл показват, че квазарът е разположен на ръба на голям облак газ, но не е открита галактика-гостоприемник. Авторите на статията предполагат, че един възможен сценарий е квазарът да се намира в тъмна галактика. Въпреки това, последващият анализ от други групи учени не открива доказателства за тъмна галактика и доказва, че вероятно е налице нормална галактика-гостоприемник,, така че тълкуването за наличие на тъмна галактика не се потвърждава.

### HVC 127-41-330
HVC 127-41-330 е облак, който се върти с висока скорост между галактика Андромеда и галактика M33 в съзвездие Триъгълник. Астрономът Джош Саймън смята, че този облак е тъмна галактика заради скоростта на нейното въртене и прогнозираната ѝ маса.

### Облак на Смит
Облакът на Смит е кандидат за тъмна галактика, поради прогнозната му маса и факта на оцеляването при срещите с Млечния път.

### VIRGOHI21
Първоначално открит през 2000 г., VIRGOHI21 е обявен през февруари 2005 г. като добър кандидат за истинска тъмна галактика. Той е открит при проучвания за излъчване с дължина на вълната 21 cm в галактическото струпване Дева и се предполага, че е възможен космически партньор на галактиката NGC 4254. Тази необичайно изглеждаща галактика изглежда е един от партньорите в космически сблъсък и показва динамика, съвместима с тази на тъмна галактика (и очевидно несъвместима с предсказанията на теорията за модифицираната нютонова динамика (на английски: Modified Newtonian dynamics)).  Въпреки това, следващи наблюдения разкриват, че VIRGOHI21 е междугалактически газов облак, откъснат от NGC4254 при високоскоростен сблъсък. Високоскоростното взаимодействие е причинено от колапс в групата на Дева.

### Dragonfly 44
На 25 август 2016 г. е оповестено, че ултра дифузната галактика (UDG) Dragonfly 44 с маса колкото нашата галактика Млечен път, но не съдържаща почти никакви забележими звезди или галактическа структура, може би се състои почти изцяло от тъмна материя.